# Sorbus colchica
Sorbus colchica är en rosväxtart som beskrevs av Iurij Dmitrievitch Zinserling. Sorbus colchica ingår i släktet oxlar, och familjen rosväxter. Inga underarter finns listade i Catalogue of Life.